# Эренборг-Поссе, Бетти
Катарина Элизабет (Бетти) Эренборг-Поссе (швед. Katarina Elisabet (Betty) Ehrenborg-Posse; 22 июля 1818, Робек — 22 июля 1880, Сёдертелье) — шведская писательница и переводчица, дочь Анны Фредрики Эренборг.

## Биография и творчество
Катарина Элизабет Эренборг, впоследствии известная как Бетти Эренборг, родилась в 1818 году. Её родителями были Фредрика и Каспер Эренборг. После внезапной смерти мужа Фредрика Эренборг с детьми, включая пятилетнюю Бетти, поселились в его имении Робек в Вестра-Гёталанде. Тяжело переживая утрату, Фредрика нашла утешение в учении Эммануила Сведенборга и, по всей видимости, приобщала своих детей к идеям сведенборгианства. Через семь лет, когда семья переселилась в другое имение близ Карлсборга, Бетти вместе с остальными детьми Фредрики приняла решение вернуться к традиционной лютеранской вере, что привело к напряжённым отношениям в семье.
Бетти Эренборг, как и её мать, занималась обучением детей бедных крестьян. Она также рано начала писать, опубликовав в 1841 году свой первый сборник стихотворений, «Små fåglar från Kinnekulle». Когда Рихард, брат Бетти, стал студентом в Уппсале, Фредрика и Бетти последовали за ним туда и вскоре включились в интенсивную литературную жизнь города, посещая, в числе прочих, литературный салон Магдалены Сильверстольпе. Кроме того, Бетти Эренборг устроилась гувернанткой в семью графа Густафа и Эвы Левенхаупт, обучая их детей французскому и английскому языкам, игре на фортепиано, истории, географии, арифметике и Библии. Вместе с семьёй Левенхаупт она посещала евангелические собрания в Стокгольме, а также интересовалась проповедями Шартау и Фьелльстедта. Она много переводила с английского и немецкого, в частности, ривайвелистские гимны, и выпустила сборники переводов «Andeliga sånger för barn» и «Pilgrimssånger», которые также включали некоторые гимны её собственного авторства и написанные Линой Санделль-Берг. Кроме того, Бетти Эренборг сочиняла детские песни: как игровые, связанные с движениями и жестами, так и мнемонические, предназначенные для педагогических целей.
С 1851 года Бетти Эренборг преимущественно жила в Стокгольме, где основала одну из первых воскресных школ в Швеции. В 1852—1853 годах она ездила с матерью в Англию, где в числе прочего перенимала опыт организации воскресных школ. В 1856 году она вышла замуж за барона Юхана Августа Поссе. У них родилось трое детей. Старший сын, Август, готовился стать миссионером, но умер от туберкулёза; младшие дочери, Анна Элизабет и Хедвиг Амалия, также посвятили себя духовной и миссионерской деятельности.
Бетти Эренборг-Поссе умерла в Сёдертелье в 1880 году. Имя, под которым она известна сейчас, при её жизни никогда не использовалось: все свои сочинения она подписывала B E-g и, после замужества, B. Posse.